# Philippe Touchard
Pour les articles homonymes, voir Touchard.
Philippe Victor Touchard, né le 21 juillet 1810 à Versailles (Seine-et-Oise) et mort le 20 janvier 1879 à son domicile dans le 8e arrondissement de Paris, est un amiral, administrateur colonial et homme politique français.

## Biographie
Officier de marine en 1827, il achève sa carrière en 1875 avec le grade de Vice-amiral. Il est gouverneur de la Guadeloupe de 1857 à 1859, commandant de la station française de Levant de 1861 à 1863, président de la commission d'artillerie au ministère et membre du conseil d'Amirauté en 1864. Il est président du conseil de perfectionnement de l'école navale en 1865 et président du conseil des Travaux de la Marine de 1865 à 1873. Il commande l'escadre de la Méditerranée de 1873 à 1875. Il est député de la Seine de 1877 à 1879, siégeant au centre droit, chez les orléanistes.
Il est inhumé au cimetière du Père-Lachaise (65e division).
Son fils Charles Touchard sera également contre-amiral, puis préfet et diplomate.

## Sources
- « Philippe Touchard », dans Adolphe Robert et Gaston Cougny, Dictionnaire des parlementaires français, Edgar Bourloton, 1889-1891 [détail de l’édition]
- Étienne Taillemite, Dictionnaire des marins français, Tallandier, 2002, p. 504-505